# Чакіяр Котху

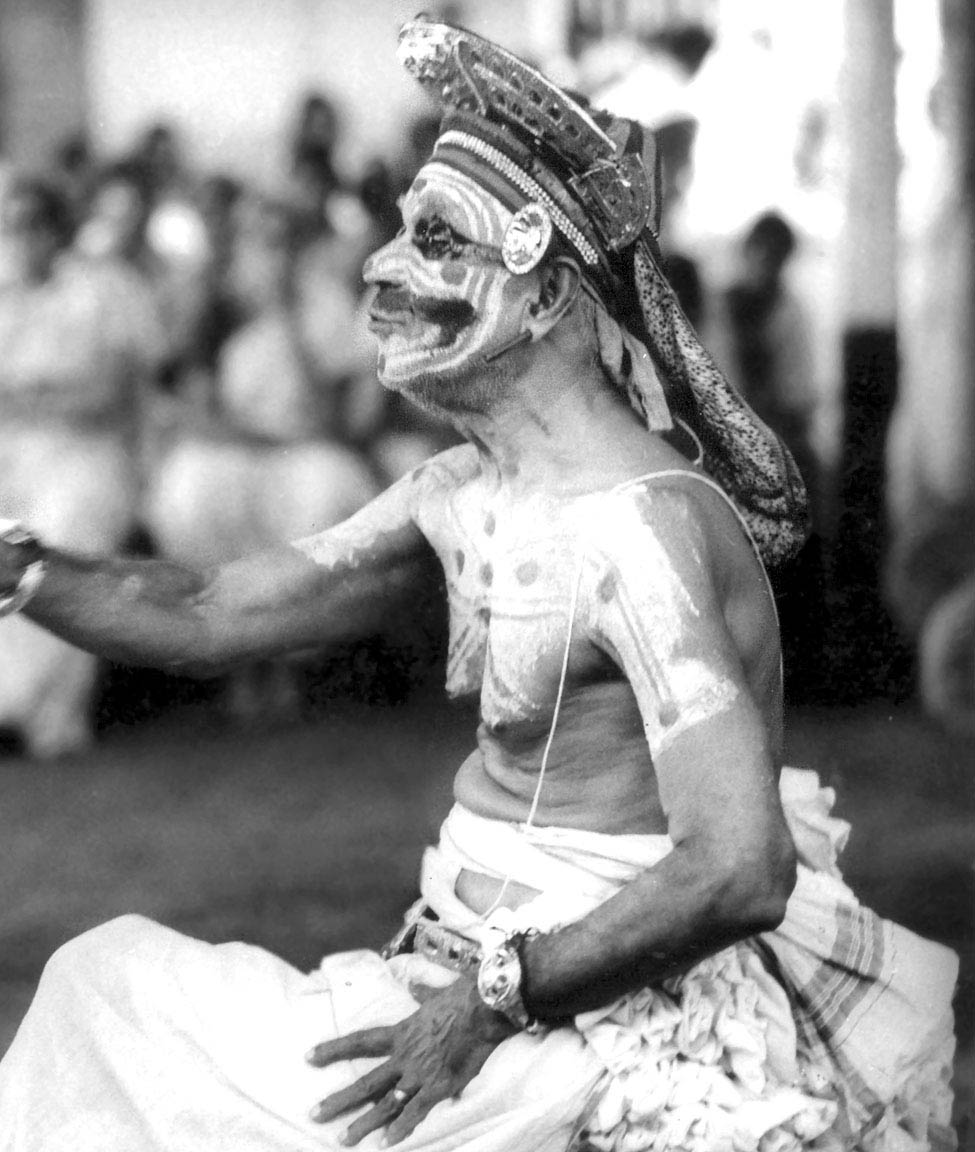
Гуру Падма Шрі Мані Мадва Чакіяр під час вистави Чакіяр Котху

Чакіяр Котху (англ. Chakyar Koothu) — традиційна театралізована вистава у південноіндійському штаті Керала. Як правило, Чакіяр Котху — це вид глибоко переробленого монологу, в якому актор розповідає епізоди з індійських епосів (таких як Рамаяна і Махабхарата) та історії з Пуран. Проте, іноді Чакіяр Котху може бути і традиційним аналогом стендап-комедії, який містить міркування щодо теперішніх соціально-політичних подій (а також особисті коментарі стосовно глядачів).

## Вистава
«Котху» означає танець… але ця назва неточно передає зміст. У Чакіяр Котху особливе значення надається міміці, а хореографія досить незначна. Вистава виконується у спеціальному місці всередині індуїстських храмів — Кутамбалам — призначеному для Кутіяттам та Чакіар Котху. В ідеалі, це відбувається одночасно з фестивалями, що проводяться членами спільнот Чакіар та Амбалавасі Намбіар.
Чакіяр Котху виконується сольно. Оповідач має червоні крапки по всьому тілу, носить особливий головний убір, чорні вуса, а його торс покритий маззю сандалового дерева. Головний убір нагадує капюшон змії і символізує розповідь тисячоголового змія Ананта.
Чакіяр розповідає історію, засновану на санскритському стилі «Чампу Прабандха» — суміші прози (гадіа) та поезії (шлока). Розповідь починається з молитви божеству храму. Після цього чакіар, перш ніж розповісти вірш на малаялам, виконує його на санскриті. У своїй розповіді він використовує дотепність та гумор для опису теперішніх подій та місцевих ситуацій.
Традиційно Котху виконується виключно членами спільноти Чакіяр. Два інструменти — міжаву та пара цимбал (елатхалам) — акомпанують виступу. Це відрізняє Чакіяр Котху від Нангіар Котху, більш витонченого театрального мистецтва, яке виконується жінками, Нангіараммас, що належать до касти Нангіар.

## Мані Мандхава Чакіяр
Чакіяр Котху спочатку виконувався тільки в Кутамбалам індуїстських храмів. Видатний вчитель і практик натіам (драматургія) Натіачаріа, віртуоз цього мистецтва виніс Котху за межі храму та показав звичайним людям. За це йому присвоїли титул Падма Шрі Мані Мадхава Чакіяр. Він першим виконав Чакіяр Котху для Всеіндійського радіо та Доордашан. Багато хто вважає його найкращим виконавцем Чакіяр котху сучасності. Історія свідчить, що його гуру, Рама Варма Парікшит Тхампуран, написав на санскриті Чампу Прабандха під назвою Прахладачаріта і попросив старших виконавців вивчити та показати її, однак вони не спромоглися це зробити. Тоді настала черга молодого Мані Мадхава Чакіяр. Він погодився і вчив частину Прабандхи усю ніч. Наступного дня він виконав її в Тріппюнітурі, а потім у столиці Королівства Кочин. Цей випадок довів його майстерність як у санскриті, так і в класичних видах мистецтва. Після декількох місяців він виконав Прахладачаріта у повному обсязі на одній сцені.
Покійні Амманнур Мадхава Чакіяр і Паінкулам Раман Чакіяр стали іншими важливими фігурами двадцятого століття у цьому виді мистецтва.